# Eskildsmark
Eskildsmark (dansk) eller Eschelsmark (tysk) er en bebyggelse og et forhenværende gods beliggende midtvejs mellem Koslev og Risby og tæt på Ornum Nor på halvøen Svansø i Sydslesvig. Administrativt hører Esklidsmark under Koslev Kommune i Rendsborg-Egernførde kreds i den nordtyske delstat Slesvig-Holsten. I kirkelig henseende hører lokaliteten under Koslev Sogn. Sognet lå i den danske periode indtil 1864 i Risby Herred (senere Svans godsdistrikt, Egernførde Herred). 
Godset opstod sisdt i 1400-tallet på bekostning af en landsby af samme navn. Godsområdet omfattede også gårde i nabobyen Bonert samt avslgården Lundsgård og to kåd i Buborg. Avlsgården i Sønderby ved Risby var i en kort periode selvstændig. I årene 1550 til 1783 var Ekildsmark forenet med Ornum gods. Mellem 1590 og 1693 bestod desuden en forbindelse med Sakstrup, i 1673 til 93 også med Stubbe inklusive Bystrup/Bystorp. Som følge af patrimonialjurisdiktionens afskaffelse i 1853 kom Eskildsmark som alle andre godser i Svans godsdistrikt under det nyoprettede Egernførde Herred. Landbruget blev nedlagt i 1928.
Eskildsmark er første gang nævnt 1462. Stednavnet er sammensat af personnavnet Eskil og -mark, Eskil henføres etymologisk til oldnordisk askr for asktræ. 